# 에른스트 슈타들러

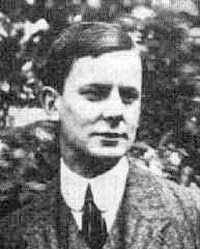

에른스트 슈타들러(Ernst Stadler, 1883년 8월 11일 ~ 1914년 10월 30일)는 독일의 시인·학자·비평가이다.
초기표현주의를 대표하는 사람 중의 하나이다. 처음 호프만슈탈의 영향을 강하게 받은 듯한 시를 발표하였고 한동안 침묵을 지켰다(1905-1910). 그동안에 인상주의와 대결, 사회적 정열·동포애를 추구하는 형이상적(形而上的) 시집 <출발>(1914)을 발표함으로써 표현주의 시인이 되었다. 부뤼셀 대학에서 독일문학을 강의(1910-1914)하였으나 제1차 세계대전으로 전사하였다. 벤의 시를 재빨리 인정하였던 것은 유명한 이야기이다.